# Station 19
Station 19 è una serie televisiva statunitense ideata da Stacy McKee, e trasmessa dal 2018 al 2024 per sette stagioni su ABC.
La serie, secondo spin-off di Grey's Anatomy, si concentra sulla vita degli uomini e delle donne della Caserma 19 di Seattle. Il backdoor pilot è stato trasmesso il 1º marzo 2018 come tredicesimo episodio della quattordicesima stagione della serie madre.

## Trama
La serie segue un gruppo di vigili del fuoco di Seattle presso la Stazione 19, nelle loro vite personali e professionali. Sebbene la serie sia ambientata a Seattle, la gran parte delle riprese si svolge a Los Angeles, con l'aggiunta di alcune scene nella città di ambientazione, tra cui la caserma ispirata alla reale "Station 20" di Seattle, situata sulla 15th Avenue West nel quartiere Queen Anne.

## Episodi
| Stagione         | Episodi | Prima TV USA | Prima TV Italia/Pubblicazione Italia |
| ---------------- | ------- | ------------ | ------------------------------------ |
| Prima stagione   | 10      | 2018         | 2018                                 |
| Seconda stagione | 17      | 2018-2019    | 2018-2019                            |
| Terza stagione   | 16      | 2020         | 2020                                 |
| Quarta stagione  | 16      | 2020-2021    | 2021                                 |
| Quinta stagione  | 18      | 2021-2022    | 2022                                 |
| Sesta stagione   | 18      | 2022-2023    | 2022-2023                            |
| Settima stagione | 10      | 2024         | 2024                                 |

## Personaggi e interpreti

### Principali
- Andrea "Andy" Herrera (stagione 1-7), interpretata da Jaina Lee Ortiz, doppiata da Gaia Bolognesi. È la figlia del capitano Pruit Herrera ed è alle sue dipendenze alla Stazione 19. All'inizio della serie ha una relazione segreta con il suo collega Jack Gibson, che viene mantenuta tale poiché il regolamento non ammette relazioni tra colleghi di rango diverso. La relazione verrà interrotta da Andy, che prima rifiuterà la proposta di matrimonio di Jack e poi diventerà sua concorrente al posto di nuovo capitano della Stazione 19. Nel corso della serie riallaccerà la sua vecchia relazione con Ryan Tannen, poliziotto ed anche suo amico d'infanzia, nonché suo primo amore, e successivamente con Robert Sullivan, con il quale si sposerà nella terza stagione per poi divorziare nella quinta. Verso la fine della quinta stagione in seguito a un'aggressione da parte di un collega, finita con il suo omicidio accidentale, viene sospesa finché non riesce a dimostrare che l'uomo era un predatore sessuale che non era mai stato perseguito.
- Benjamin "Ben" Warren (stagione 1-7), interpretato da Jason Winston George, doppiato da Tony Sansone. Ex medico del Grey Sloan Memorial, molla il suo ruolo da chirurgo per cambiare totalmente vita diventando un vigile del fuoco. È il marito di Miranda Bailey.
- Jack Gibson (stagione 1-7), interpretato da Grey Damon, doppiato da Francesco Venditti.
- Victoria "Vic" Hughes (stagione 1-7), interpretata da Barrett Doss, doppiata da Eva Padoan.
- Ryan Tanner (stagione 1-2, stagione 3 guest) interpretato da Alberto Frezza, doppiato da Fabrizio De Flaviis.
- Travis Montgomery (stagione 1-7), interpretato da Jay Hayden, doppiato da Stefano Andrea Macchi. Vigile del fuoco della Stazione 19 e miglior amico di Victoria Hughes. Sembra non aver mai nascosto la propria omosessualità, né in famiglia né con i suoi colleghi. Era sposato con un altro vigile del fuoco, Micheal, che è morto durante un incendio, per il quale è stato ritenuto colpevole l'allora capitano Theo Ruiz, poi degradato dopo l'accaduto. Durante le serie conoscerà Emmet Dixon, figlio del capo della polizia Michael Dixon, che si unirà per poco tempo come vigile del fuoco alla stazione 19 e con il quale inizierà una relazione stabile dal finale della quarta stagione. Verrà inoltre a conoscenza che suo padre, che si era opposto alle nozze con Micheal, poiché non condivideva l'idea del matrimonio gay celebrato apertamente, è omosessuale. Nella sesta stagione concorre alla carica di sindaco di Seattle con lo scopo di impedire che Michael Dixon in caso di vincita possa chiudere la stazione 19 e i programmi umanitari avviati da Miller ma sebbene fosse sul punto di aggiudicarsi la vittoria decide di ritirasi sostenendo un altro candidato.
- Dean Miller (stagione 1-5, stagione 7 guest), interpretato da Okieriete Onaodowan, doppiato da Dimitri Winter.
- Maya Bishop (stagione 1-7), interpretata da Danielle Savre, doppiata da Alessia Amendola.
- Pruitt Herrera (stagione 1-3), interpretato da Miguel Sandoval, doppiato da Eugenio Marinelli. Padre di Andy Herrera, all'inizio della serie è il capitano della stazione 19. Durante un intervento per spegnere un incendio all'interno di un palazzo verrà ritrovato svenuto dai suoi uomini e una volta portato in ospedale apprenderà di avere il cancro. Verrà quindi rimosso da capitano della stazione 19 e mandato forzatamente in pensione. Non accettando la sua situazione, cercherà un altro modo di rendersi utile alla squadra, una volta affrontata la chemio e sconfitto il cancro. Ha un rapporto molto travagliato con la figlia, nonostante si amino profondamente, e questo lo porterà a litigare molto spesso con lei, fino ad arrivare a non parlarsi per diverso tempo. Nella terza stagione scoprirà che il cancro è tornato, ma memore delle sofferenze passate durante la chemio decide di non curarsi, nascondendo la cosa a Andy.
- Robert Sullivan (stagione 2-7), interpretato da Boris Kodjoe, doppiato da Alberto Angrisano.
- Carina De Luca (stagione 3 ricorrente, stagione 4-7), interpretata da Stefania Spampinato, doppiata da Valentina Favazza.
- Michael Dixon (stagione 3-4 ricorrente, stagione 5 guest, stagione 6), interpretato da Pat Healy.
- Theo Ruiz (stagione 4-7), interpretato da Carlos Miranda, doppiato da Daniele Raffaeli.
- Natasha Ross (stagione 5 ricorrente, stagione 6-7), interpretata da Merle Dandridge, doppiata da Perla Liberatori.
- Sean Beckett (stagione 5 ricorrente, stagione 6), interpretato da Josh Randall, doppiato da Stefano Crescentini.

### Ricorrenti
- Edith (stagione 1), interpretata da Marla Gibbs, doppiata da Cristina Dian. È un'anziana signora che vive all'interno di una casa di riposo e che viene assistita da Victoria e Travis per quanto riguarda le necessità mediche. Fa di tutto perché Travis riesca a conoscere suo nipote Grant. Riuscita nel suo intento, i due inizieranno una relazione che non andrà oltre la seconda stagione.
- Lucas Ripley (stagione 1-2), interpretato da Brett Tucker, doppiato da Fabio Boccanera.
- JJ (stagione 1, 3), interpretata da Brenda Song, doppiata da Benedetta Ponticelli.
- Frankel (stagione 1), interpretata da Leslie Hope, doppiata da Roberta Pellini.
- Grant (stagione 1-2), interpretato da Sterling Sulieman, doppiato da Daniele Giuliani.
- Yemi Miller (stagione 2), interpretata da Birgundi Baker.[4]
- Rigo Vasquez (stagione 3), interpretato da Rigo Sanchez.
- Eva Vasquez (stagione 3), interpretata da Kelly Thiebaud.
- Emmett Dixon (stagione 3-7), interpretato da Lachlan Buchanan.
- Katherine Bishop (stagione 3-5), interpretata da Ivana Shein.
- Lane Bishop (stagione 3-4), interpretato da Adam J. Harrington.
- Marsha Smith (stagione 3-4, stagione 5 guest), interpretata da Jayne Taini.
- Inara (stagione 3 guest, stagione 4), interpretata da Colleen Foy.
- Marcus (stagione 3 guest, stagione 4), interpretato da Ansel Sluyter-Obidos.
- Paul Montgomery (stagione 3-5), interpretato prima da Kenneth Meseroll (stagione 3, 4x01) e poi da Robert Curtis Brown (stagione 4-5).[5]
- Nari Montgomery (stagione 4, stagione 5 guest), interpretata da Jeanne Sakata.
- Ingrid Saunders (stagione 5), interpretata da Lindsey Gort.
- Pat Aquino (stagione 5), interpretato da Alain Uy.
- Deja Duval (stagione 5), interpretata da Natasha Ward.
- Ifeya Miller (stagione 2 e 4 guest, stagione 5), interpretata da Barbara Eve Harris.
- Bill Miller (stagione 2 e 4 guest, stagione 5), interpretato da Jeffrey D Sams.
- Luisa Berrol (stagione 5), interpretata da Jennifer Jalene.

### Guest star
- Tuck Jones (stagione 1), interpretato da BJ Tanner.
- Charlotte Dearborn (stagione 1), interpretata da Jee Young Han, doppiato da Laura Romano.
- Dylan (stagione 2), interpretato da Nyle DiMarco.
- Terry (stagione 2), interpretato da Patrick Duffy.
- Dr. Diane Lewis (stagione 3), interpretata da Tracie Thoms.
- Gabriella Aurora (stagione 4), interpretata da Gabriella Pession.

### Grey's Anatomy
- Miranda Bailey (stagione 1-7), interpretata da Chandra Wilson, doppiata da Barbara Castracane.
- Meredith Grey (stagione 1-7), interpretata da Ellen Pompeo, doppiata da Giuppy Izzo.
- Levi Schmitt (stagione 3-4), interpretato da Jake Borelli, doppiato da Alessandro Sanguigni.
- Andrew De Luca (stagione 2-4), interpretato da Giacomo Gianniotti, doppiato da Marco Vivio.
- Maggie Pierce (stagione 2-3), interpretata da Kelly McCreary, doppiata da Angela Brusa.
- Jackson Avery (stagione 3), interpretato da Jesse Williams, doppiato da Edoardo Stoppacciaro.
- Taryn Helm (stagione 3-4), interpretata da Jaicy Elliot.
- Casey Parker (stagione 3), interpretato da Alex Blue Davis.
- Hannah Brody (stagione 3), interpretato da Vivian Nixon.
- Blake Simms (stagione 3), interpretato da Devin Way.
- Nico Kim (stagione 3), interpretato da Alex Landi, doppiato da Dimitri Winter.
- Amelia Shepherd (stagione 3-4), interpretata da Caterina Scorsone, doppiata da Domitilla D'Amico.
- Owen Hunt (stagione 3-5), interpretato da Kevin McKidd, doppiato da Riccardo Scarafoni.
- Teddy Altman (stagione 3-4), interpretata da Kim Raver, doppiata da Roberta Greganti.
- Tom Koracick (stagione 3), interpretato da Greg Germann.
- Richard Webber (stagione 4 ricorrente, stagione 5 guest), interpretato da James Pickens Jr.
- Zander Perez (stagione 4), interpretato da Zaiver Sinnett.

## Produzione

### Sviluppo
Il 16 maggio 2017, il presidente della ABC Channing Dungey annunciò che la rete aveva ordinato un secondo spin-off di Grey's Anatomy. Stacy McKee, una scrittrice e produttrice esecutiva di vecchia data della serie principale, è la sceneggiatrice e produttrice esecutiva, insieme a Shonda Rhimes e Betsy Beers. La serie, ambientata in una caserma dei pompieri di Seattle, è nata per seguire le vite di un gruppo di vigili del fuoco della città. Il progetto prevedeva 10 episodi. Nel luglio 2017, Paris Barclay ha firmato per un ruolo come produttore esecutivo. Nel gennaio 2018, è stato annunciato che Ellen Pompeo ha rinnovato il contratto per interpretare Meredith Grey nella stagione 15 e 16 di Grey's Anatomy, oltre a diventare produttrice dello show e co-produttore esecutivo dello spin-off. Il 25 gennaio 2018, ABC annunciò che lo spin-off si sarebbe chiamato Station 19.
Un episodio della quattordicesima stagione di Grey's Anatomy, originariamente pianificato per l'autunno 2017 ma andato poi in onda nel marzo 2018, è servito come backdoor pilot per la serie. L'episodio introduce il personaggio principale della serie Andrea Andy Herrera, interpretata da Jaina Lee Ortiz. L'11 maggio 2018, la serie è stata rinnovata per una seconda stagione composta da 17 episodi.
Il 10 maggio 2019 ABC ha rinnovato la serie per una terza stagione; è stato anche annunciato che Krista Vernoff, (che già aveva preso il posto di Shonda Rhimes nella serie principale Grey's Anatomy), diventerà la nuova produttrice esecutiva, sostituendo Stacy McKee, dopo la collaborazione di quest'ultima con Shonda all'attivo da 15 anni. L'11 marzo 2020 la serie viene rinnovata per una quarta stagione. Il 10 maggio 2021 la serie viene rinnovata per una quinta stagione. La serie è stata rinnovata per una sesta e una settima stagione, quest'ultima annunciata nel dicembre 2023 come l'ultima della serie.

### Casting
Il 26 luglio 2017, Jaina Lee Ortiz è stata scelta come protagonista femminile. Nel settembre 2017, è stato annunciato che Jason Winston George, che ha interpretato il Dr. Ben Warren dalla sesta stagione di Grey's Anatomy, avrebbe lasciato la serie originale per unirsi al cast principale dello spin-off. Il 6 ottobre Grey Damon è stato scelto per interpretare Jack, Jay Hayden nei panni di Travis, Okieriete Onaodowan nel ruolo di Dean, Danielle Savre nel ruolo di Maya e Barrett Doss nel ruolo di Victoria. Successivamente si unirono anche Miguel Sandoval e Alberto Frezza.

## Distribuzione

### Trasmissione
La prima stagione di Station 19, composta da 10 episodi, è stata trasmessa in prima visione assoluta dal canale americano ABC dal 22 marzo al 17 maggio 2018. La seconda stagione è stata trasmessa sullo stesso canale dal 4 ottobre 2018 al 16 maggio 2019. In Canada la serie va in onda su CTV.
In Italia viene trasmessa in prima visione dal 23 aprile 2018 su Fox Life per i primi 31 episodi e su Fox dal 32º episodio. In chiaro viene trasmessa su Canale 5 dal 7 agosto 2019 in seconda serata.

### Marketing
All'inizio di dicembre 2017, Entertainment Weekly ha pubblicato le prime immagini della serie.